# Aspergillus varians
Aspergillus varians är en svampart som beskrevs av Wehmer 1897. Aspergillus varians ingår i släktet Aspergillus och familjen Trichocomaceae.   Inga underarter finns listade i Catalogue of Life.